# 500 miles d'Indianapolis 1920
Les 500 miles d'Indianapolis 1920, courus sur l'Indianapolis Motor Speedway et organisés le lundi 31 mai 1920, ont été remportés par le pilote suisso-américain Gaston Chevrolet sur une Frontenac.

## Grille de départ
| Ligne | Intérieur       | Intérieur centre | Extérieur centre | Extérieur       |
| 1     | Pace Car        | Ralph DePalma    | Joe Boyer        | Louis Chevrolet |
| 2     | Jean Chassagne  | Art Klein        | Gaston Chevrolet | Roscoe Sarles   |
| 3     | Bennet Hill     | Eddie Hearne     | Ray Howard       | Tommy Milton    |
| 4     | Eddie O'Donnell | Willie Haupt     | John Boling      | Jimmy Murphy    |
| 5     | André Boillot   | Pete Henderson   | René Thomas      | Joe Thomas      |
| 6     | Howdy Wilcox    | Jules Goux       | Jean Porporato   | Ralph Mulford   |

La pole fut réalisée par Ralph DePalma à la moyenne de 159,566 km/h.

## Classement final

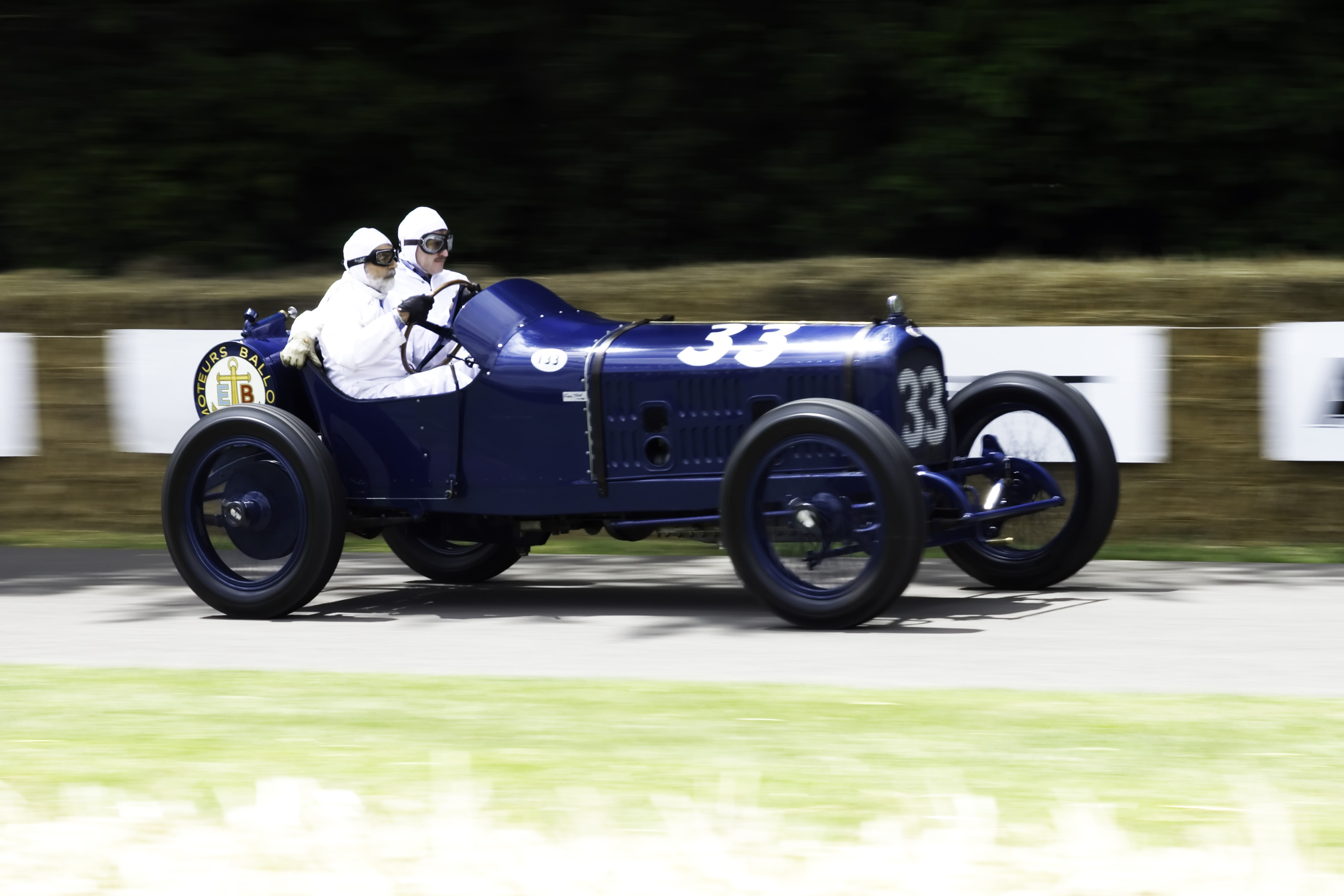
Voiture Ballot "Indianapolis".

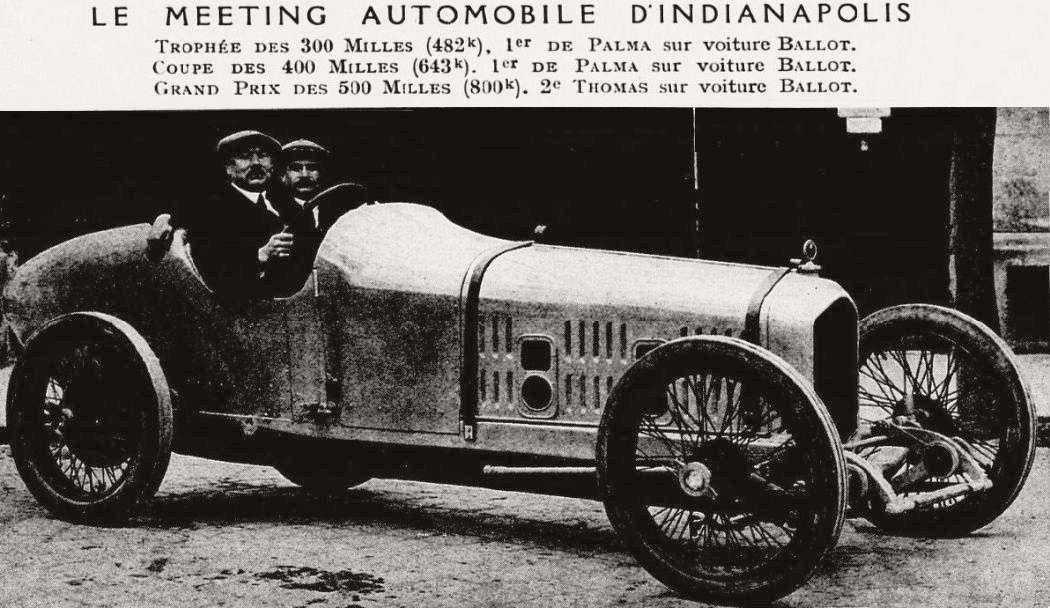
René Thomas sur Ballot à Indianapolis en 1920.

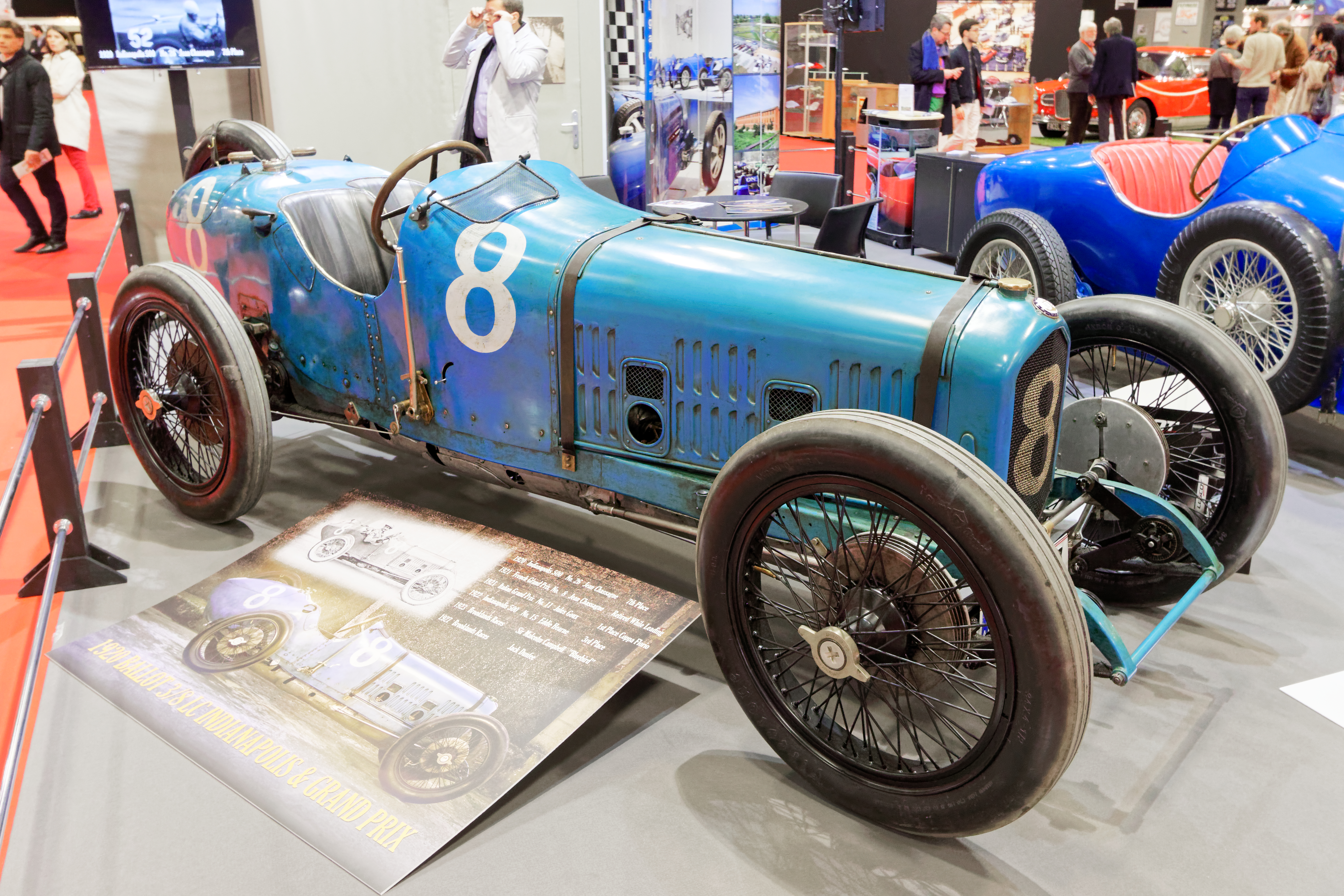
La Ballot châssis n°2 de Jean Chassagne (7e) aussi utilisée en 1921 au GP de France.

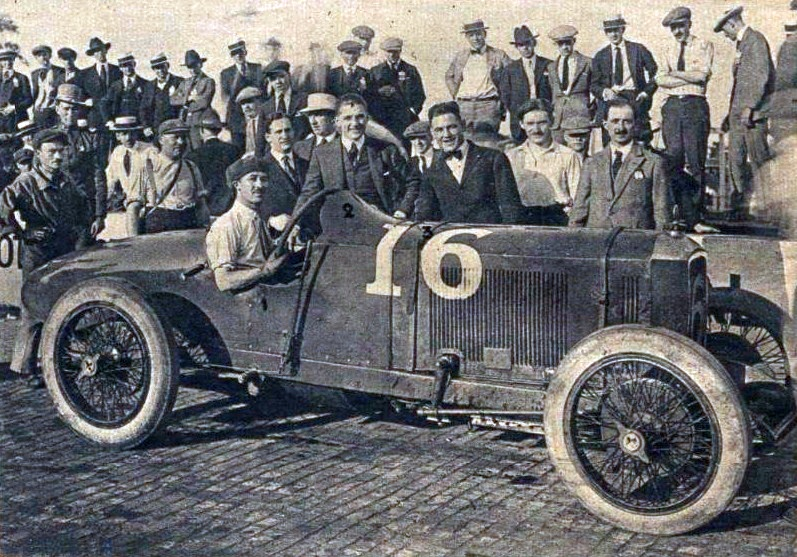
Georges Carpentier (à droite du pilote) s'apprêtant à faire un tour d'honneur avec Jules Goux, à Indianapolis en 1920.

| no | Pilote           | Voiture            | Tours | Temps/Abandon   |
| 1  | Gaston Chevrolet | Frontenac          | 200   | 5 h 38 min 00 s |
| 2  | René Thomas      | Ballot             | 200   |                 |
| 3  | Tommy Milton     | Duesenberg         | 200   |                 |
| 4  | Jimmy Murphy     | Duesenberg         | 200   |                 |
| 5  | Ralph DePalma    | Ballot             | 200   |                 |
| 6  | Eddie Hearne     | Duesenberg         | 200   |                 |
| 7  | Jean Chassagne   | Ballot             | 200   |                 |
| 8  | Joe Thomas       | Frontenac          | 200   |                 |
| 9  | Ralph Mulford    | Mulford-Duesenberg | 200   |                 |
| 10 | Pete Henderson   | Duesenberg         | 200   |                 |
| 11 | John Boling      | Brett              | 199   | mécanique       |
| 12 | Joe Boyer        | Frontenac          | 192   | accident        |
| 13 | Ray Howard       | Peugeot            | 150   | mécanique       |
| 14 | Eddie O'Donnell  | Duesenberg         | 149   | fuite d'huile   |
| 15 | Jules Goux       | Peugeot            | 148   | moteur          |
| 16 | Willie Haupt     | Duesenberg         | 146   | mécanique       |
| 17 | Bennett Hill     | Frontenac          | 115   | accident        |
| 18 | Louis Chevrolet  | Frontenac          | 94    | direction       |
| 19 | Howdy Wilcox     | Peugeot            | 65    | moteur          |
| 20 | Roscoe Sarles    | Frontenac          | 58    | accident        |
| 21 | Art Klein        | Frontenac          | 40    | accident        |
| 22 | Jean Porporato   | Grégoire           | 23    | exclu           |
| 23 | André Boillot    | Peugeot            | 16    | moteur          |

## Remarque
- Les trois frères Chevrolet sont inscrits pour participer aux essais, mais le plus jeune Arthur se blesse alors sérieusement.

## Source
1. 1 2  (en) « Résultats complets », sur indy500.com